# Цецегов, Сергей Степанович
Сергей Степанович Цецегов (16 октября 1921, Спирино, Кстовский район — 27 июня 2011, Нижний Новгород) — советский рабочий, Герой Социалистического Труда.

## Биография
Родился в 1921 году в деревне Спирино. Член КПСС.
В 1939—1981 гг. — токарь на заводе № 21 Наркомата авиационной промышленности СССР, бригадир-комсомолец молодёжной фронтовой бригады, стахановец-тысячник, на восстановлении разрушенного Калининграда, токарь Горьковского авиастроительного завода имени С. Орджоникидзе Министерства авиационной промышленности СССР.
Указом Президиума Верховного Совета СССР от 22 июля 1966 года присвоено звание Героя Социалистического Труда с вручением ордена Ленина и золотой медали «Серп и Молот».
Избирался депутатом Верховного Совета СССР 8-го и 9-го созывов.
Почётный гражданин города Горький.
Умер в Нижнем Новгороде в 2011 году. Похоронен на Новосормовском кладбище.